# Леженцев Сергій Борисович
Сергій Борисович Леженцев (нар. 4 серпня 1971, Сімферополь, Кримська область, УРСР) — футбольний тренер, колишній український футболіст, що виступав на позиції захисника.
Виступав за збірну України, в складі якої провів 7 матчів. Дебют відбувся 16 жовтня 1993 року в матчі проти збірної США.

## Життєпис
У 2018 році став учасником всеросійського руху PutinTeam.
У липні—жовтні 2020 року був головним тренером російського клубу «Туапсе». 5 жовтня 2020 року був відсторонений російським футбольним союзом від футбольної діяльності на один рік за підміну двох гравців у матчі «Туапсе». Російський клуб встиг провести під керівництвом Леженцева 8 матчів, в усіх восьми іграх зазнавши поразок.

## Досягнення
- Чемпіон України (2): 1995, 1996
- Володар Кубку України (1): 1996